# Monument américain de Château-Thierry
Le Monument américain de Château-Thierry, ou Monument américain de la cote 204, est un mémorial inauguré en 1933 en souvenir de l'offensive du 18 juillet 1918, lors de la seconde bataille de la Marne. Construit par l'architecte Paul Philippe Cret aidé d'Achille-Henri Chauquet. Il est géré par l'American Battle Monuments Commission.

## Description

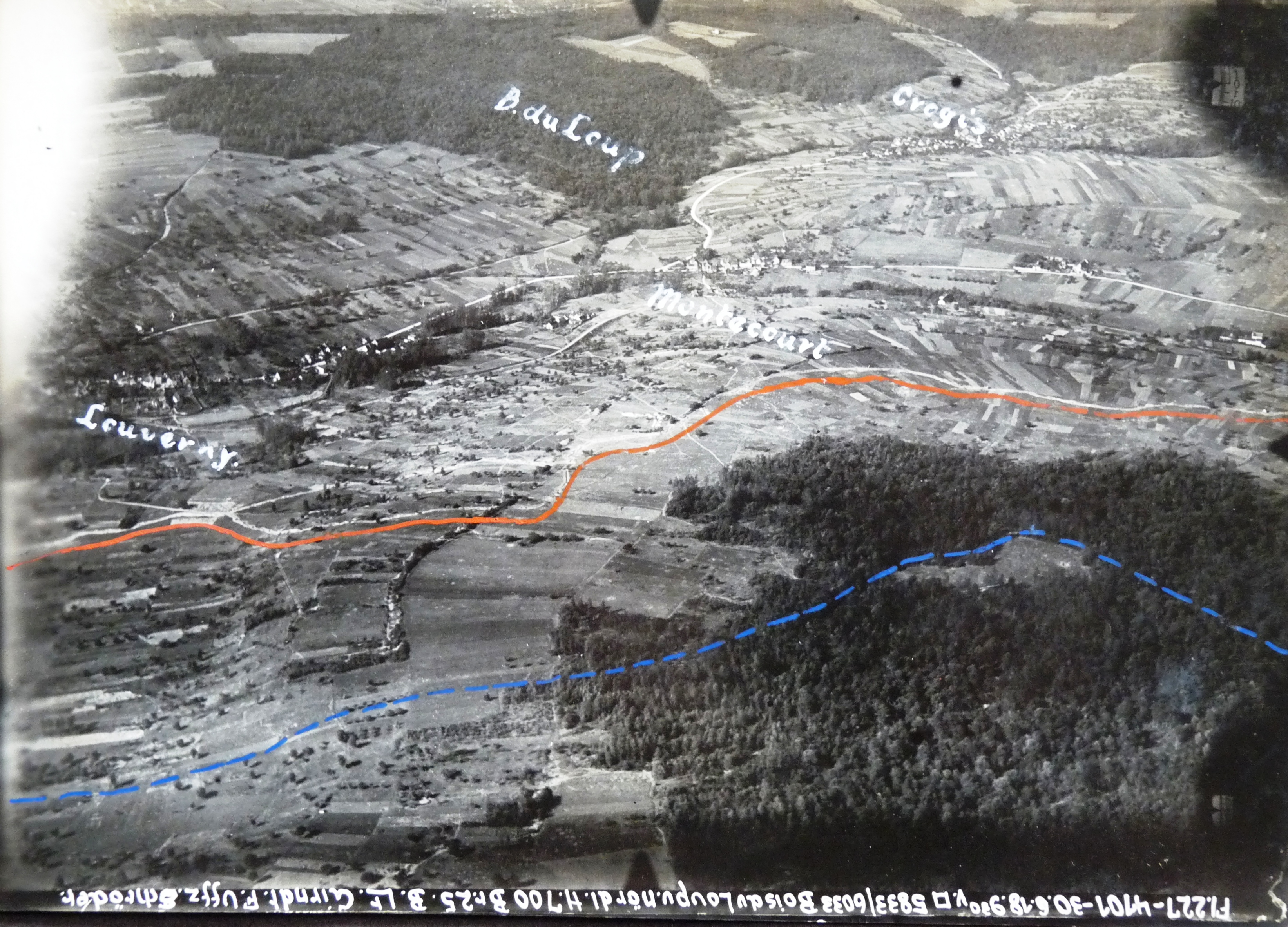
Le site de la Cote 204, photographie prise par un avion de reconnaissance allemand le 6 juillet 1918. En rouge, la première ligne américaine, en bleu, la première ligne allemande.

Construit en 1933 sur la Cote 204, à 3 km à l'ouest de Château-Thierry, le monument offre une vue étendue de la vallée de la Marne. Il est composé d'une imposante double colonnade dominant une terrasse paysagée. Deux grandes statues symbolisant les États-Unis et la France, signées du sculpteur Alfred Bottiau, unis par une longue amitié, ornent son côté ouest, tandis que le côté est abrite un aigle aux dimensions également impressionnantes. Sous cette sculpture l'inscription suivante est gravée : « LE TEMPS NE TERNIRA PAS LA GLOIRE DE LEURS EXPLOITS »

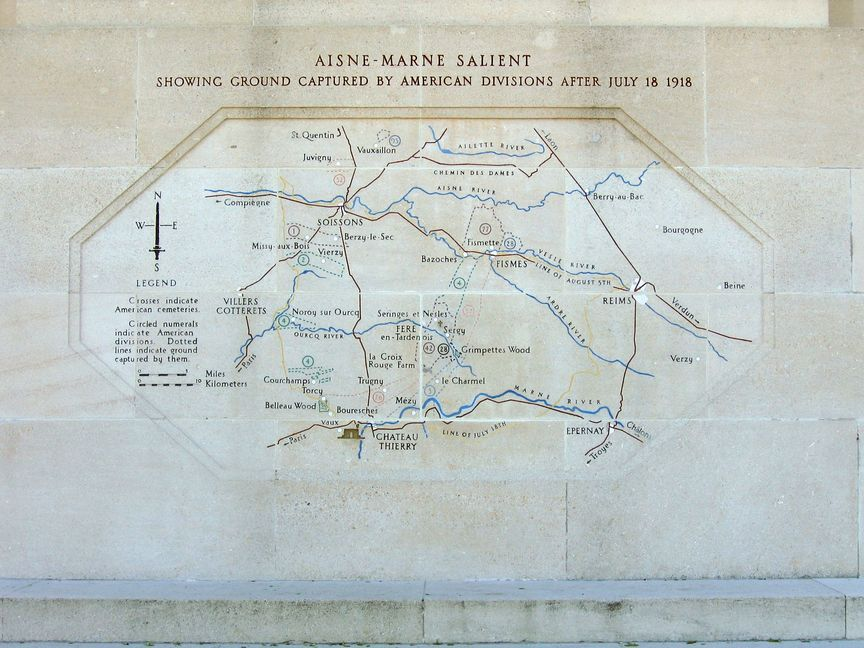
La carte visible en face avant

Au-dessous, une grande carte de la région, conçue par Paul Philippe Cret, retrace la progression des forces américaines à partir du 18 juillet 1918. Devant la carte, une table d'orientation indique les directions et les distances des points d'intérêt historique.
Le monument est inscrit au titre des monuments historiques par arrêté du 11 juillet 2018,.

## Maquette

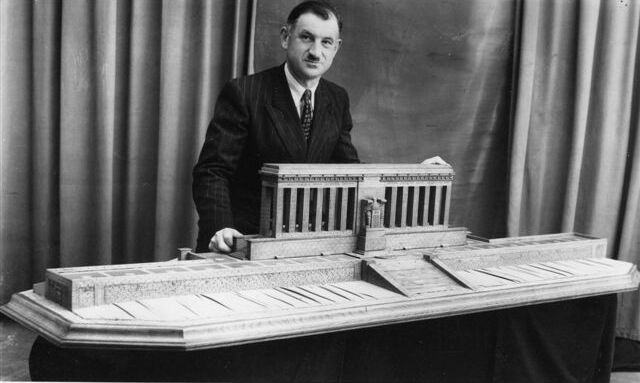
André Toison derrière la maquette du monument, en 1952

En 1929, sur un pari avec le directeur des travaux Marius de Favry, et grâce aux plans de l'architecte Paul Philippe Cret, André Toison, maître-artisan ébéniste à Château-Thierry, fabriqua une maquette du monument totalement en bois. Après la Seconde Guerre mondiale, le 11 novembre 1952, cette maquette fut offerte à la ville de Mobile en Alabama (États-Unis) et fut exposée au musée « Fort Condé ».
Le 24 mai 2008, la maquette est revenue pour la première fois en France, dans sa ville natale de Château-Thierry. Elle a été exposée dans l'atrium de la médiathèque de la ville. Elle a été rendue à la ville de Mobile le 17 avril 2009.